# Барду, Карл Вильгельм
Карл Вильгельм (Иванович) Барду  (нем. Karl Wilhelm Bardou; 5 августа 1774 — после 1842) — российский художник-портретист немецкого происхождения.

## Биография
Родился 5 августа 1774 года в Берлине, где работал его отец, скульптор Эммануэль Барду (1744—1818). Племянник портретиста Пауля Барду. 
В начале XIX века жил и работал в России. Принял российское подданство. Рисовал пастелью, в основном портреты. В 1812—1816 годах работал в Казани, после чего жил в Москве и, вероятно, в Санкт-Петербурге. В Москве им была создана обширная портретная галерея именитых москвичей. 
После многолетних разысканий, главным образом, усилиями  сотрудника московского музея В. А. Тропинина И. М. Кацмана, удалось обнаружить около 160 работ художника, находящихся во многих музеях и частных коллекциях. В 1999 году в музее В. А. Тропинина состоялась первая выставка его произведений; был даже издан каталог его работ. 
Карл Барду рисовал и писал, в основном, семейные портреты: Баратынских, Энгельгардтов, Толстых, Лазаревых, Талызиных и других. С 1831 года жил в Берлине. Его жена, Анна Ивановна (1786—01.09.1840), умерла «от всеобщего расстройства организма» в Дармштадте, где и похоронена на новом католическом кладбище. В семье было трое детей: Александр (род. 1810), Андрей (род. 1818) и София (род. 1817).

## Галерея

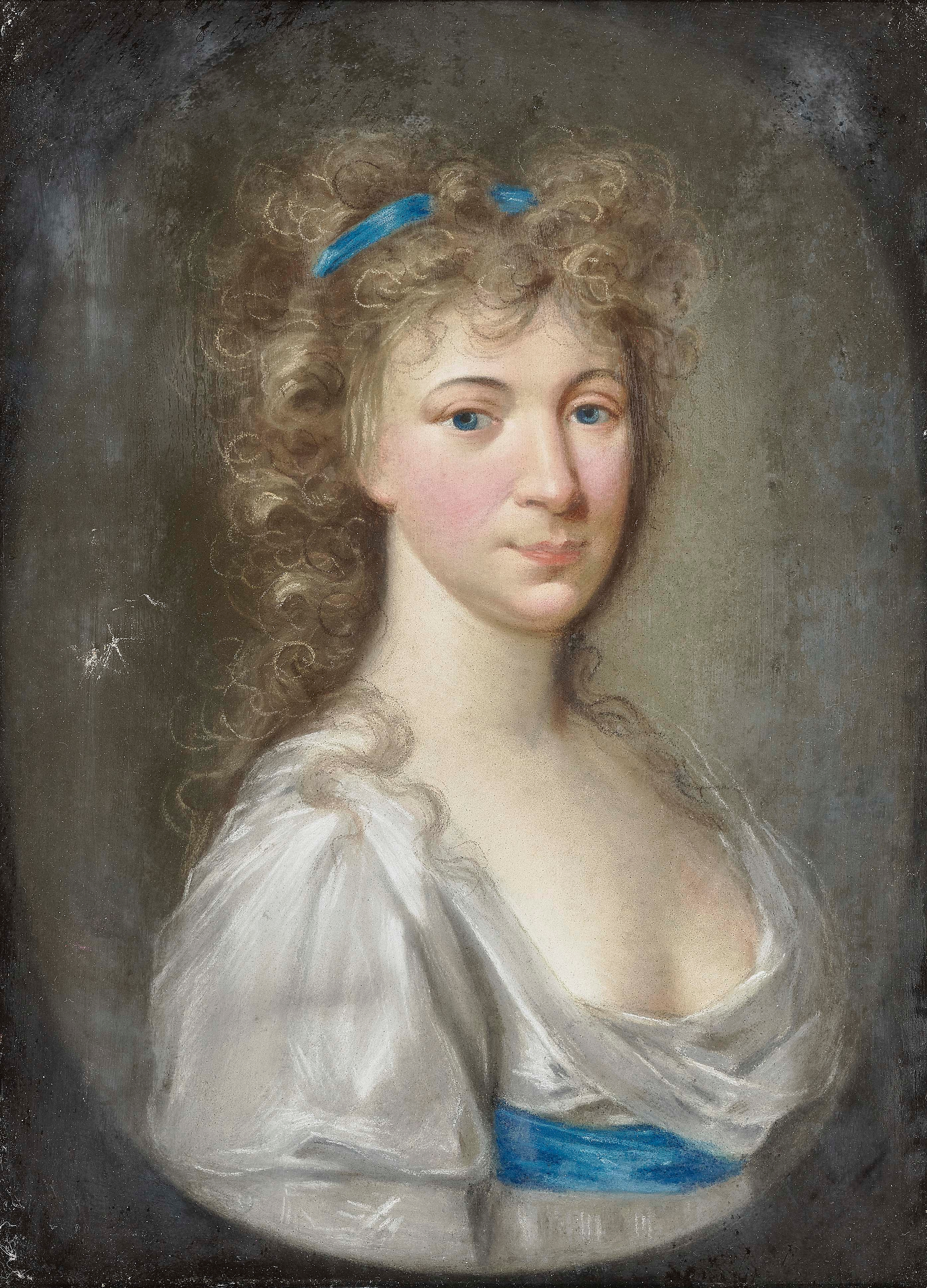
Портрет дамы, 1797 г.
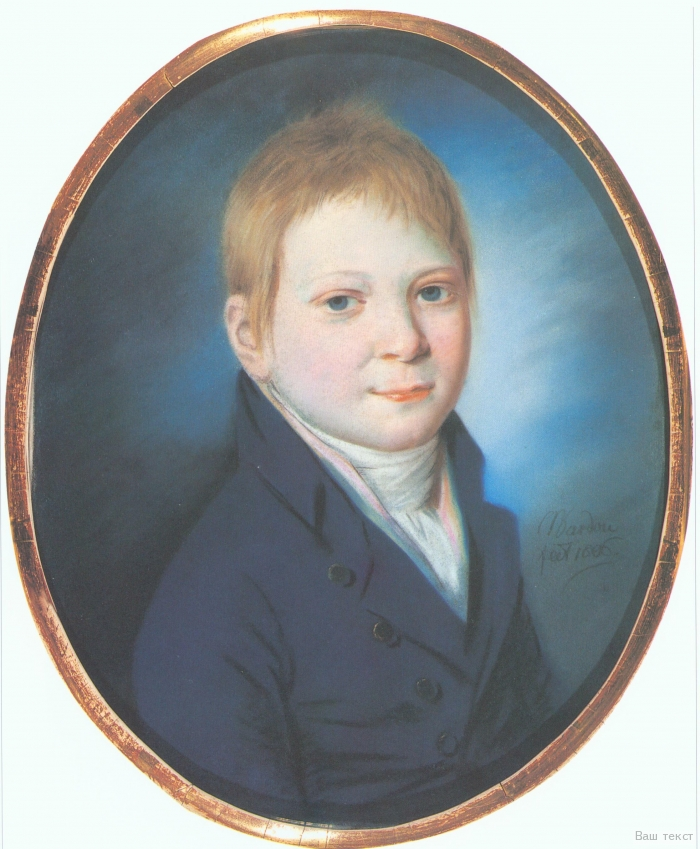
Портрет А. С. Талызина, 1806 г.
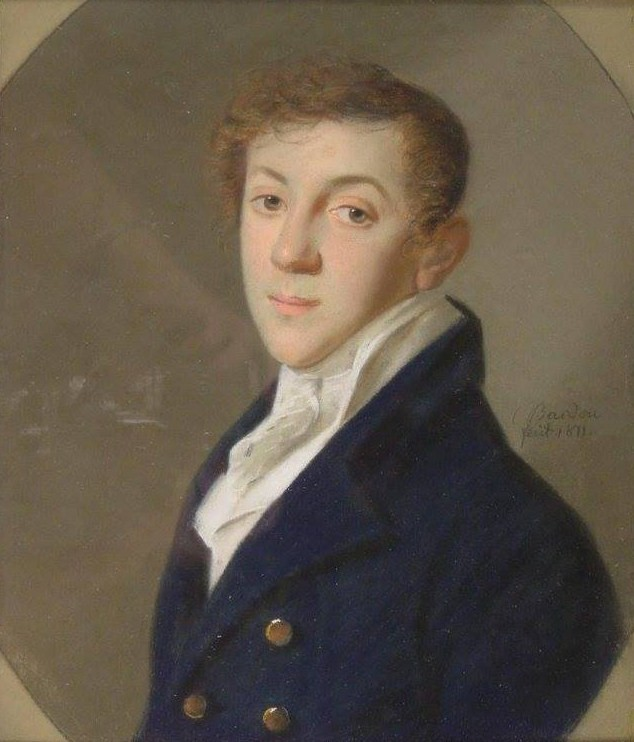
Портрет С. Ю. Нелединского-Мелецкого, 1811 г.
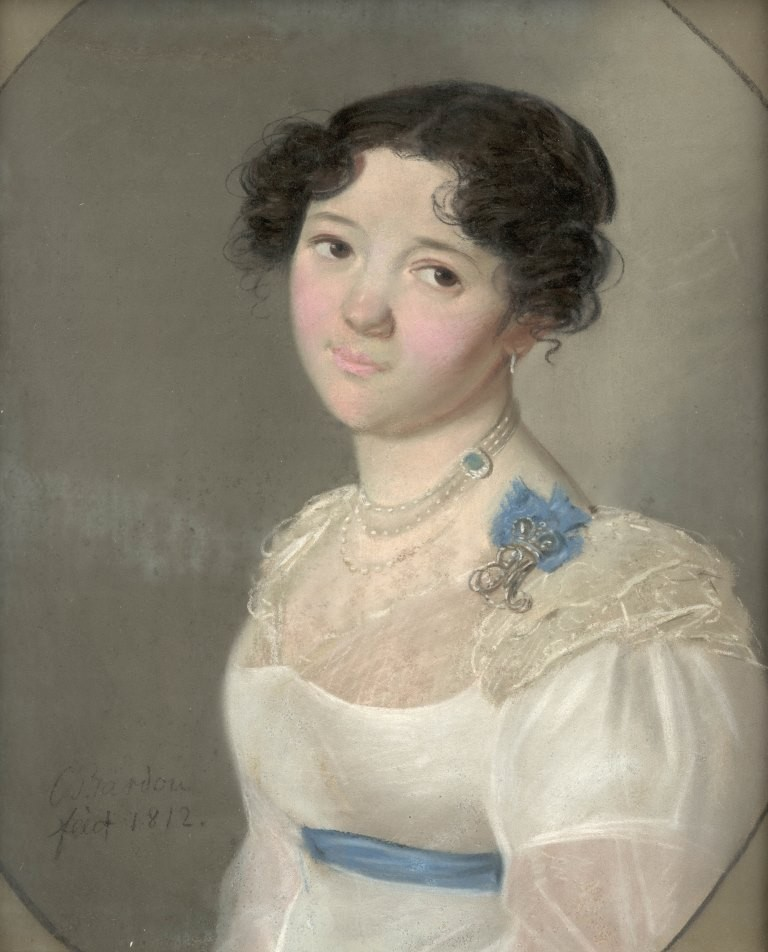
Портрет княгини А. Ю. Оболенской, 1812 г.
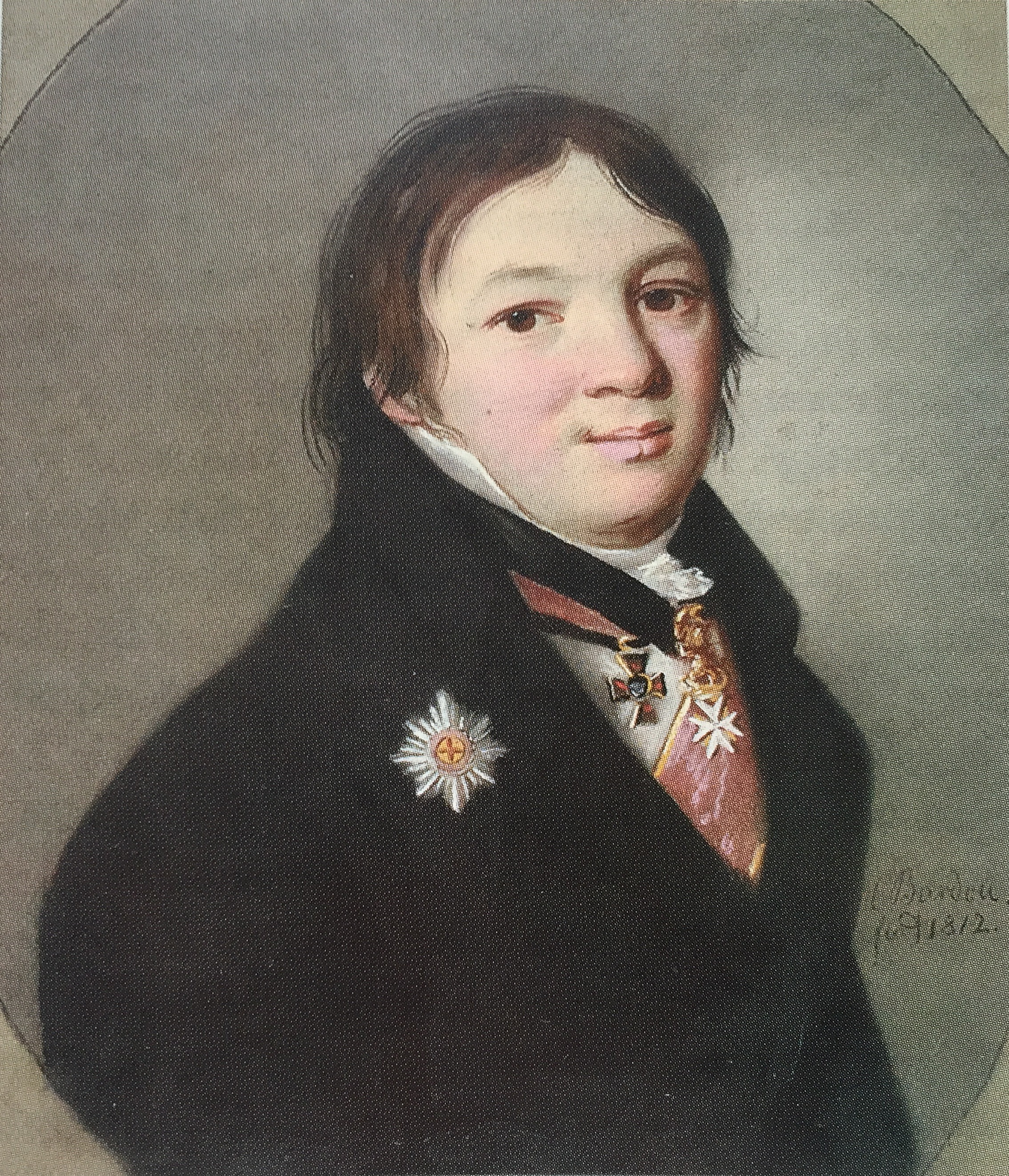
Портрет Н. О. Кутлубицкого, 1812 г.
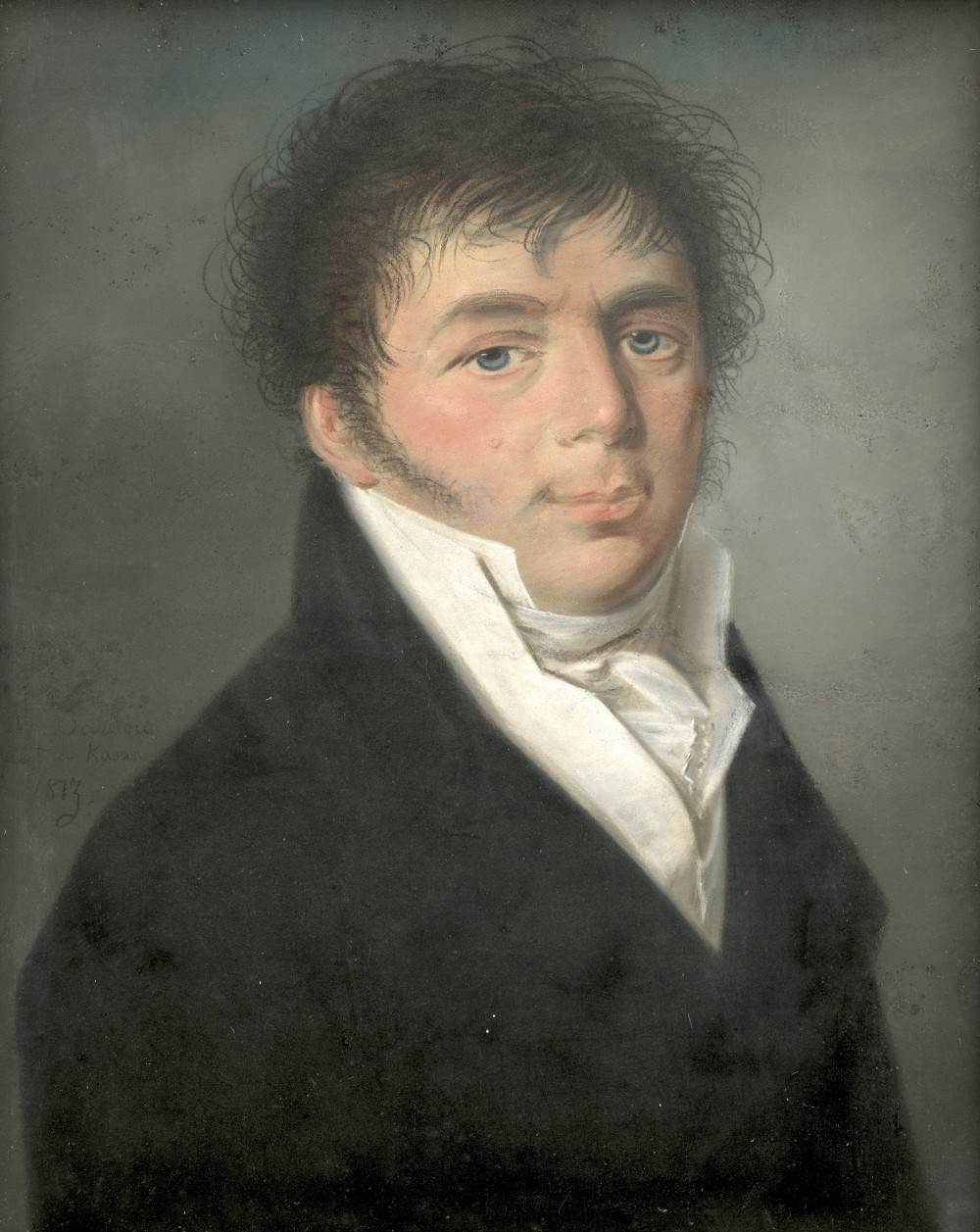
Протрет Н. В. Колбецкого, 1813 г.
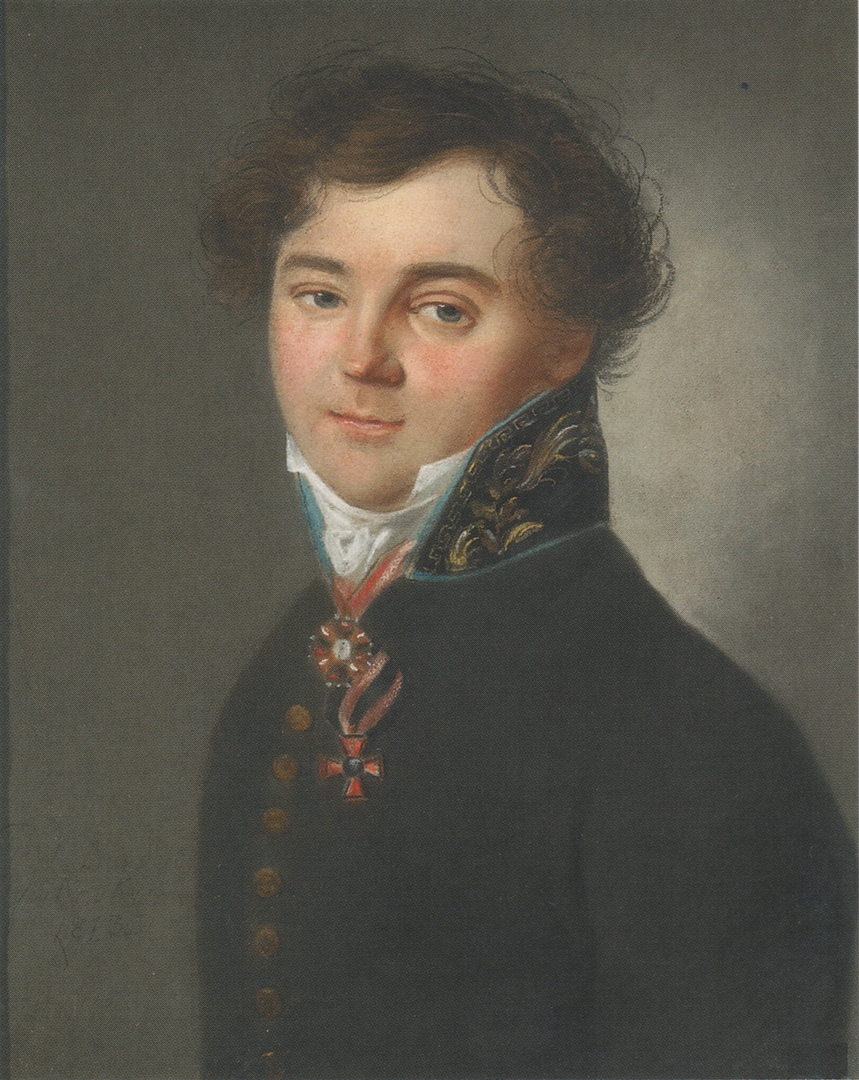
Портрет П. С. Полуденского (?), 1813 г.
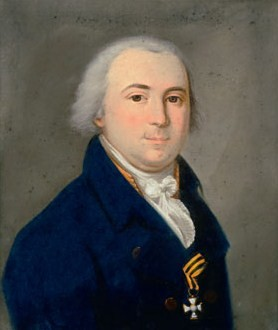
Портрет Н. А. Чиркова, 1814 г.
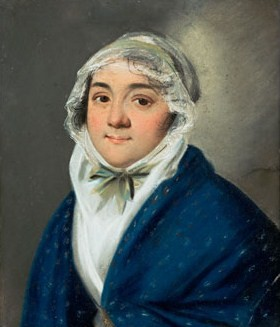
Портрет Е. П. Чирковой, 1814 г.
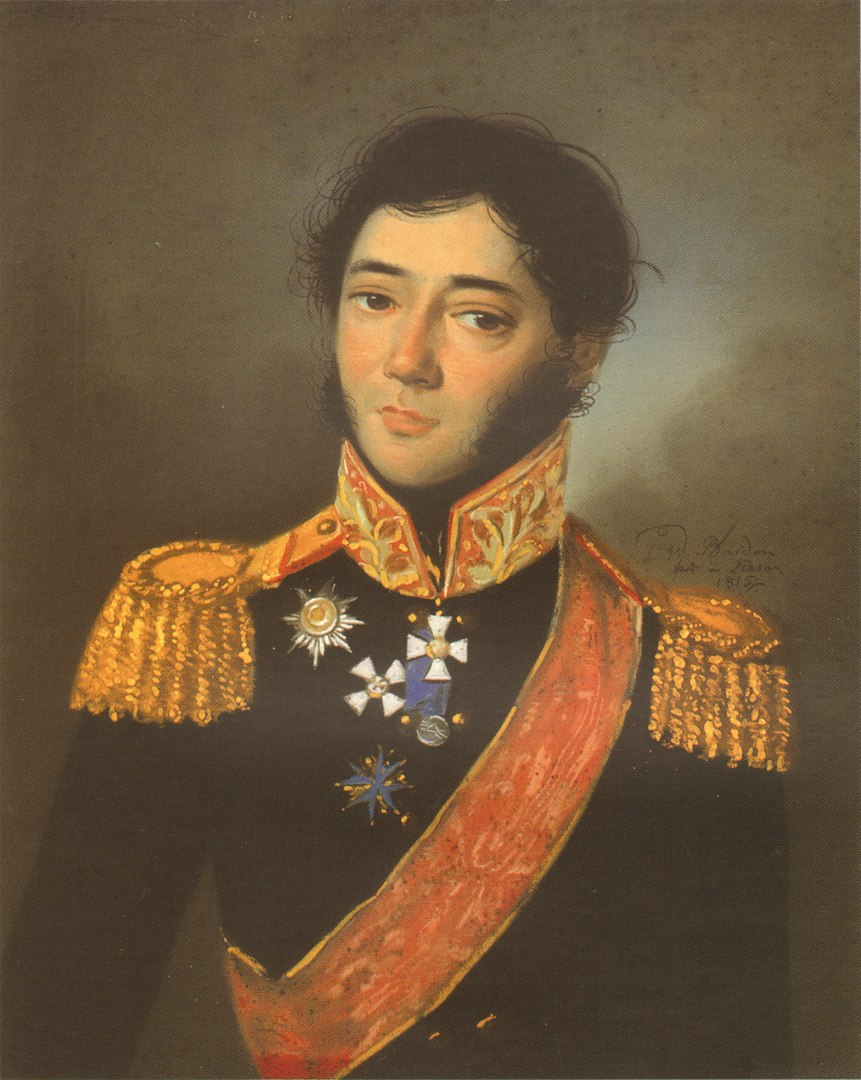
Портрет П. Ф. Желтухина, 1815 г.
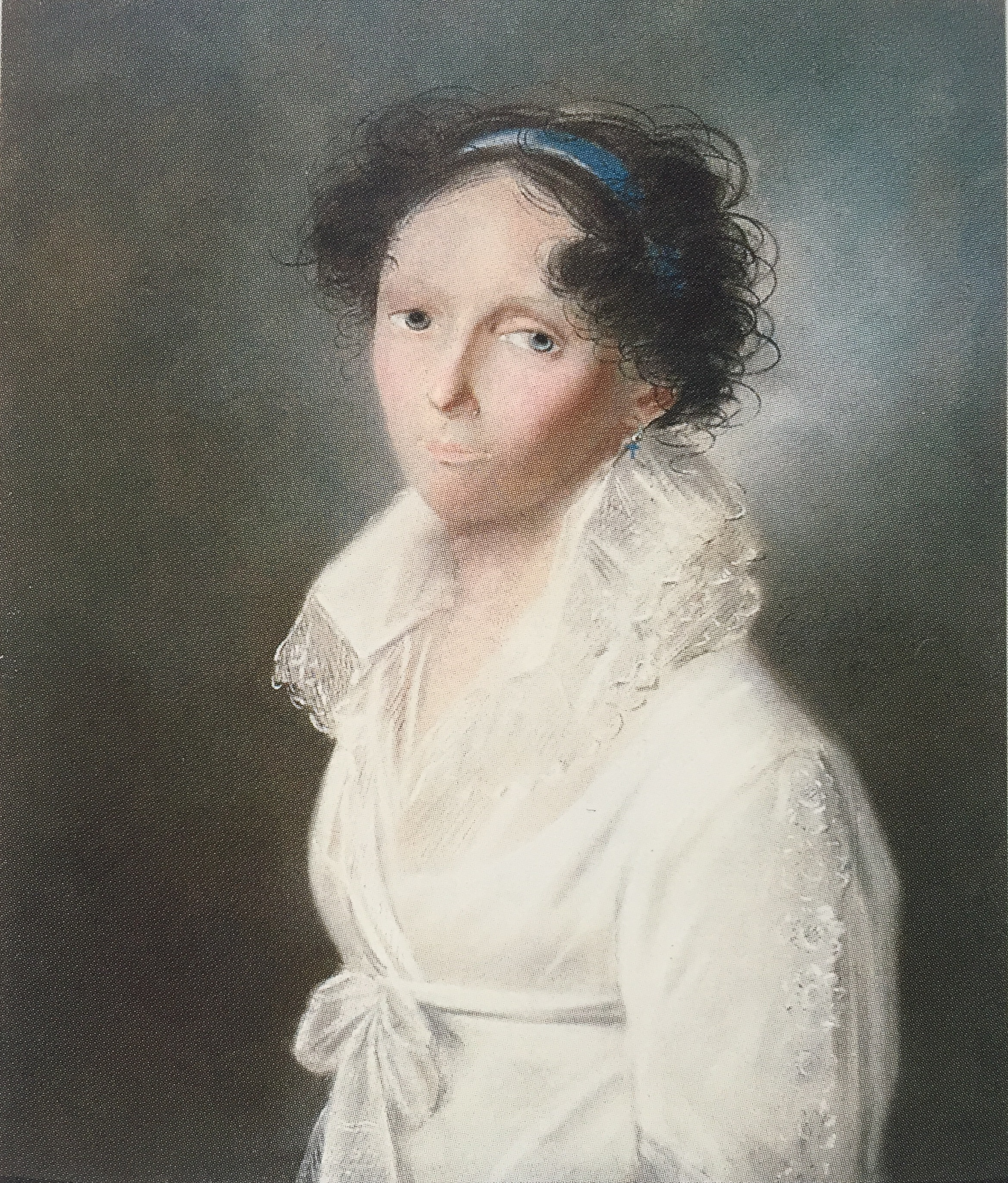
Портрет А. С. Кутлубицкой, 1812 г.
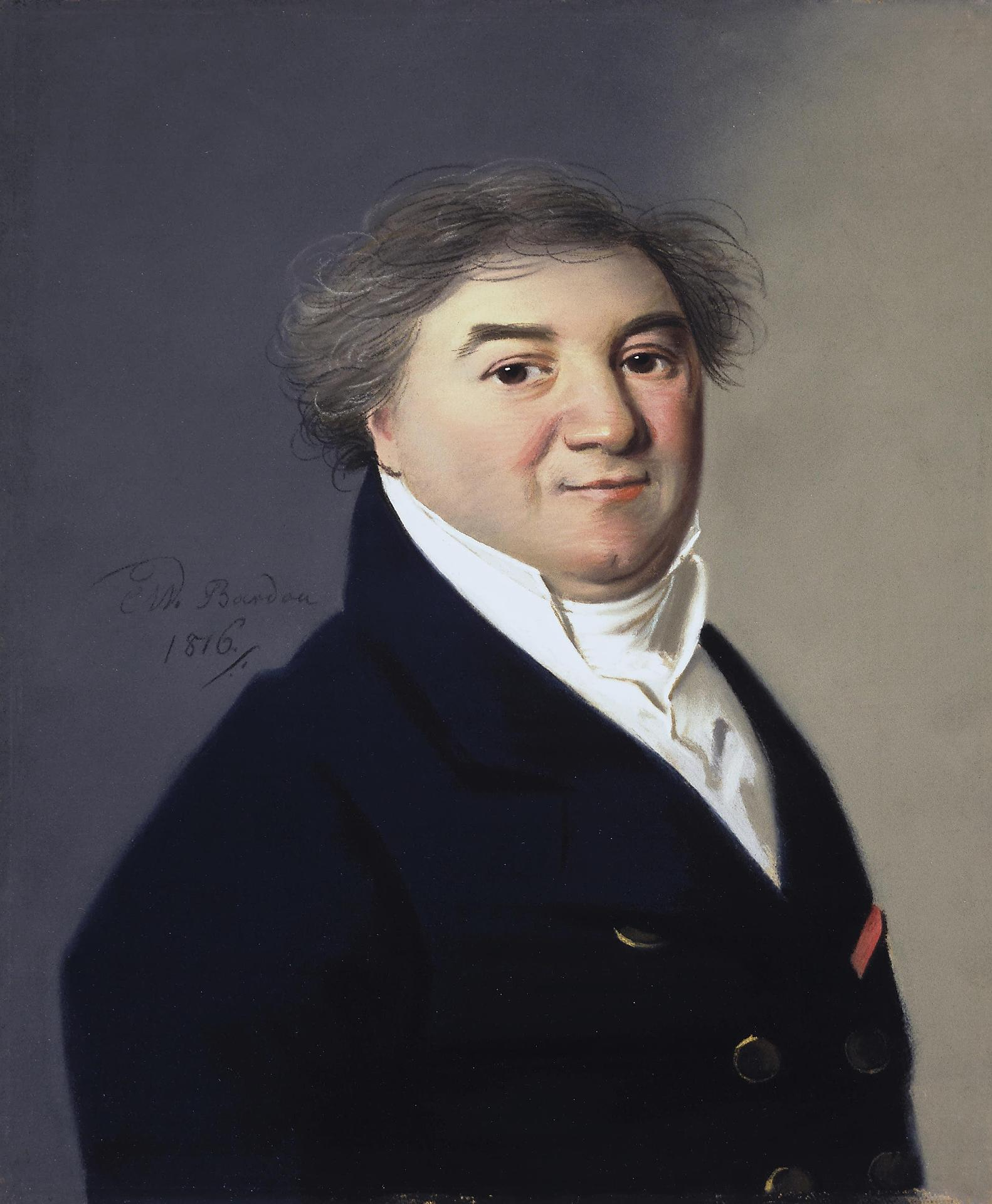
Портрет мужчины, 1816 г.
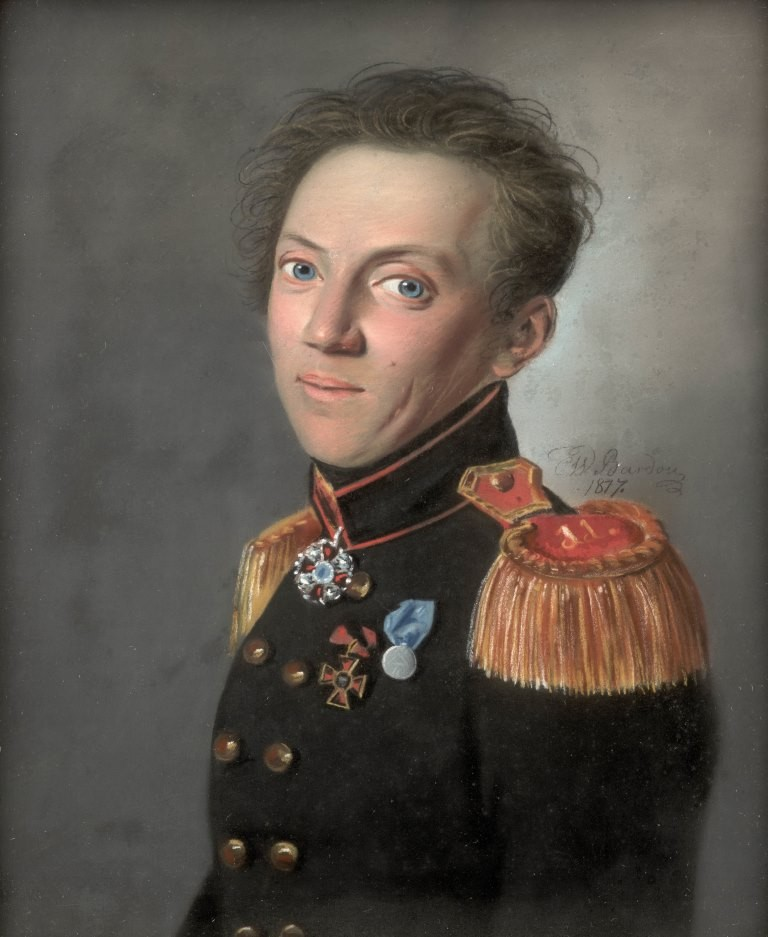
Портрет П. В. Безобразова, 1817 г.
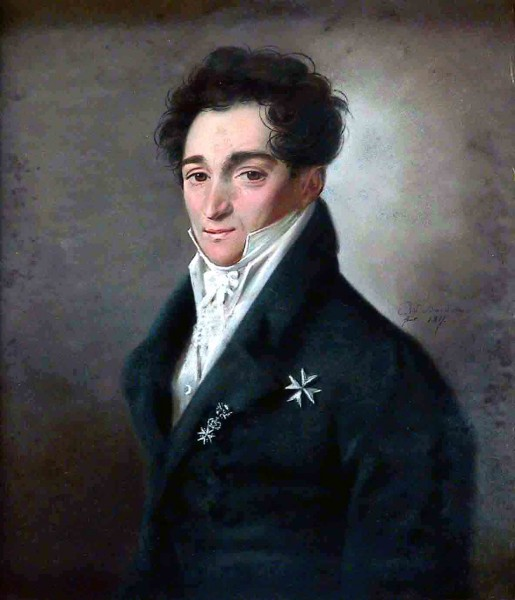
Портрет И. Е. Лазарева, 1817 г.
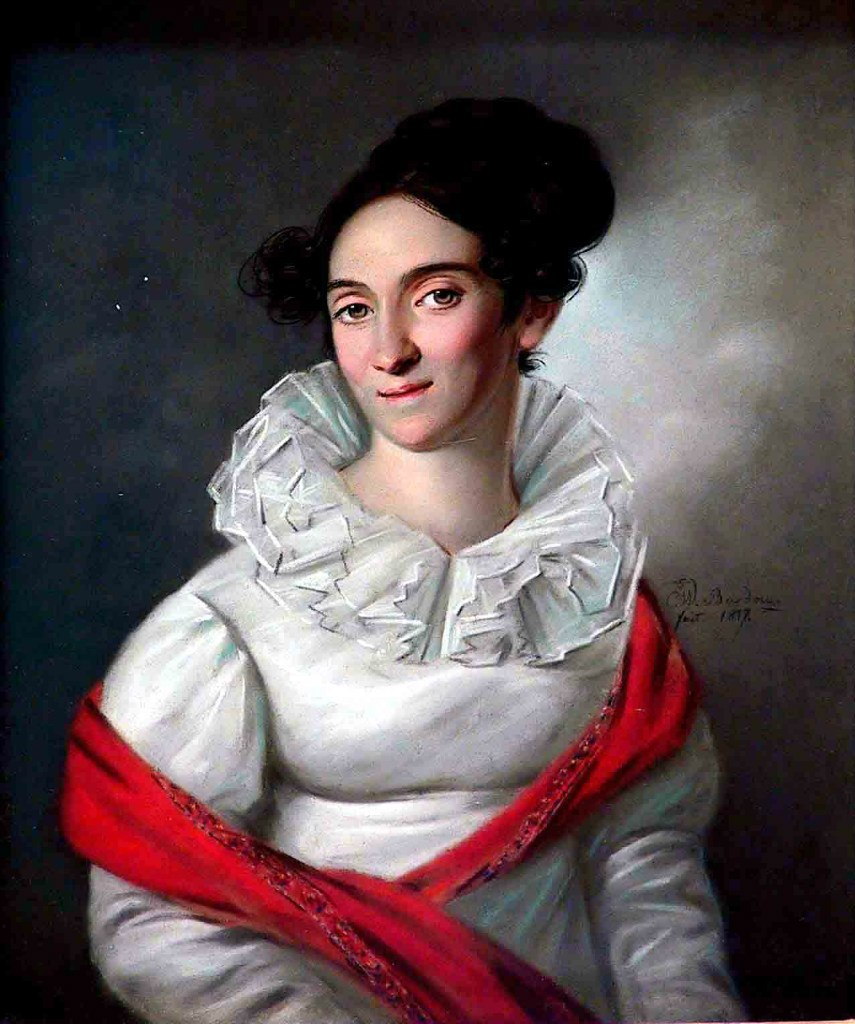
Портрет М. Е. Лазаревой, 1817 г.
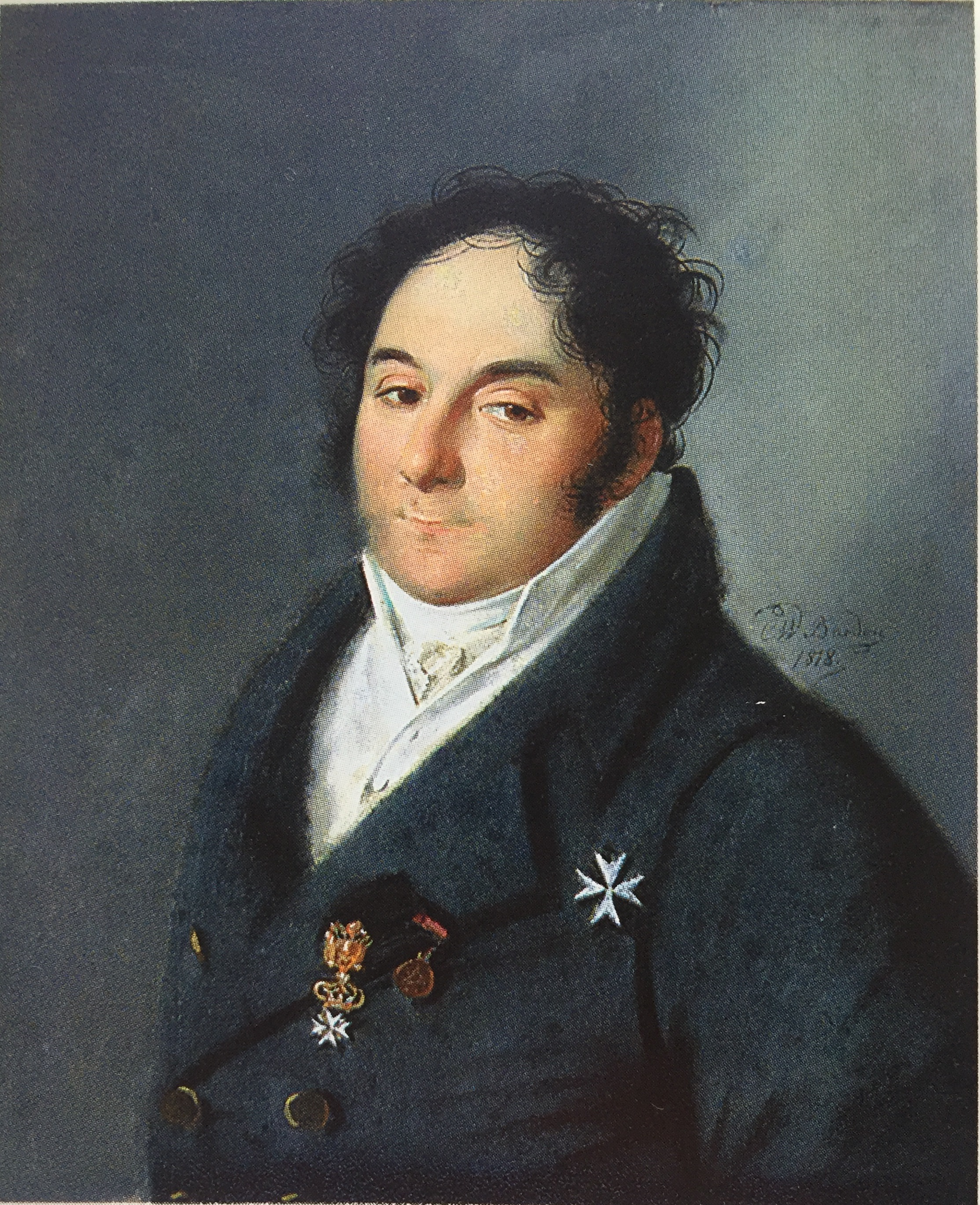
Портрет И. И. Арапетова, 1818 г.
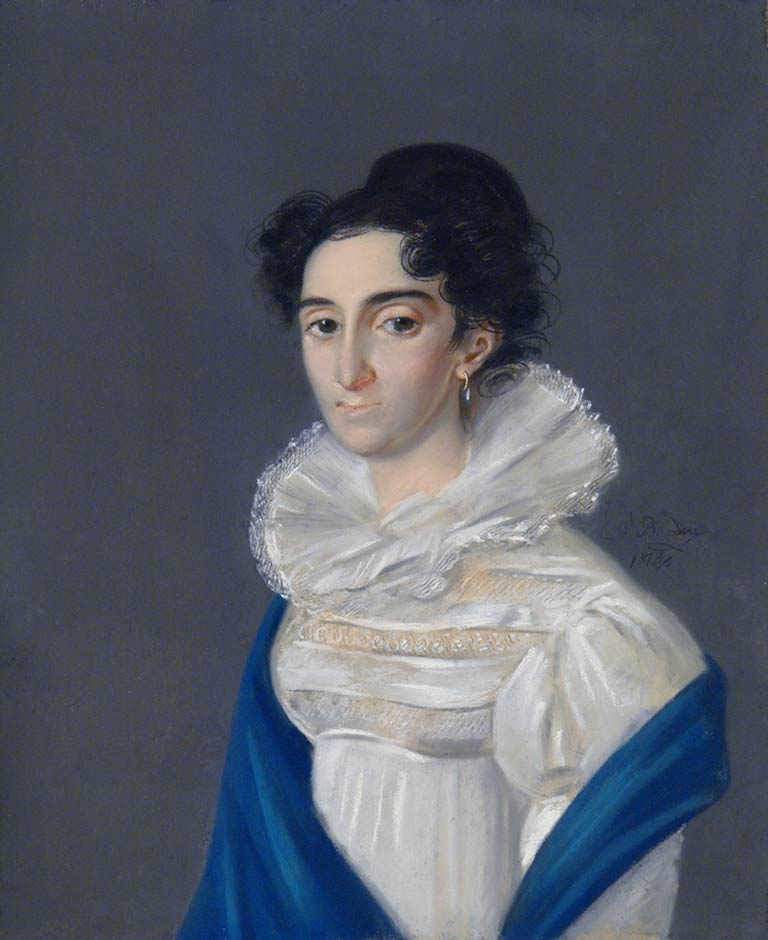
Портрет М. Е. Деляновой, 1818 г.
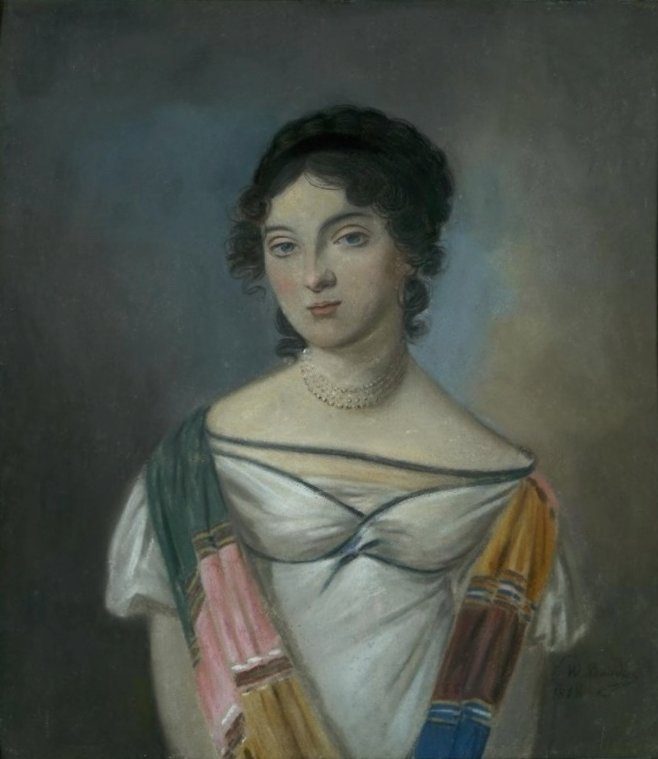
Портрет баронессы В. Д. Сухтелен, 1818 г.
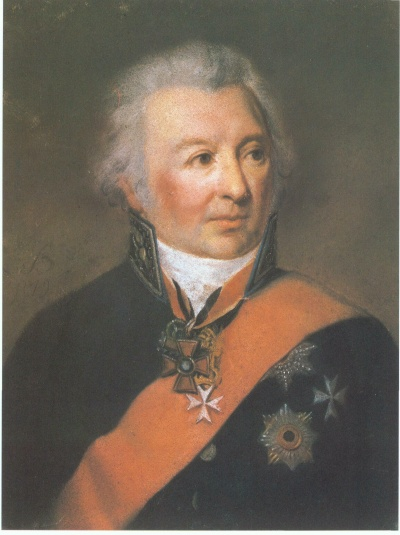
Портрет А. А. Саблукова, 1819 г.
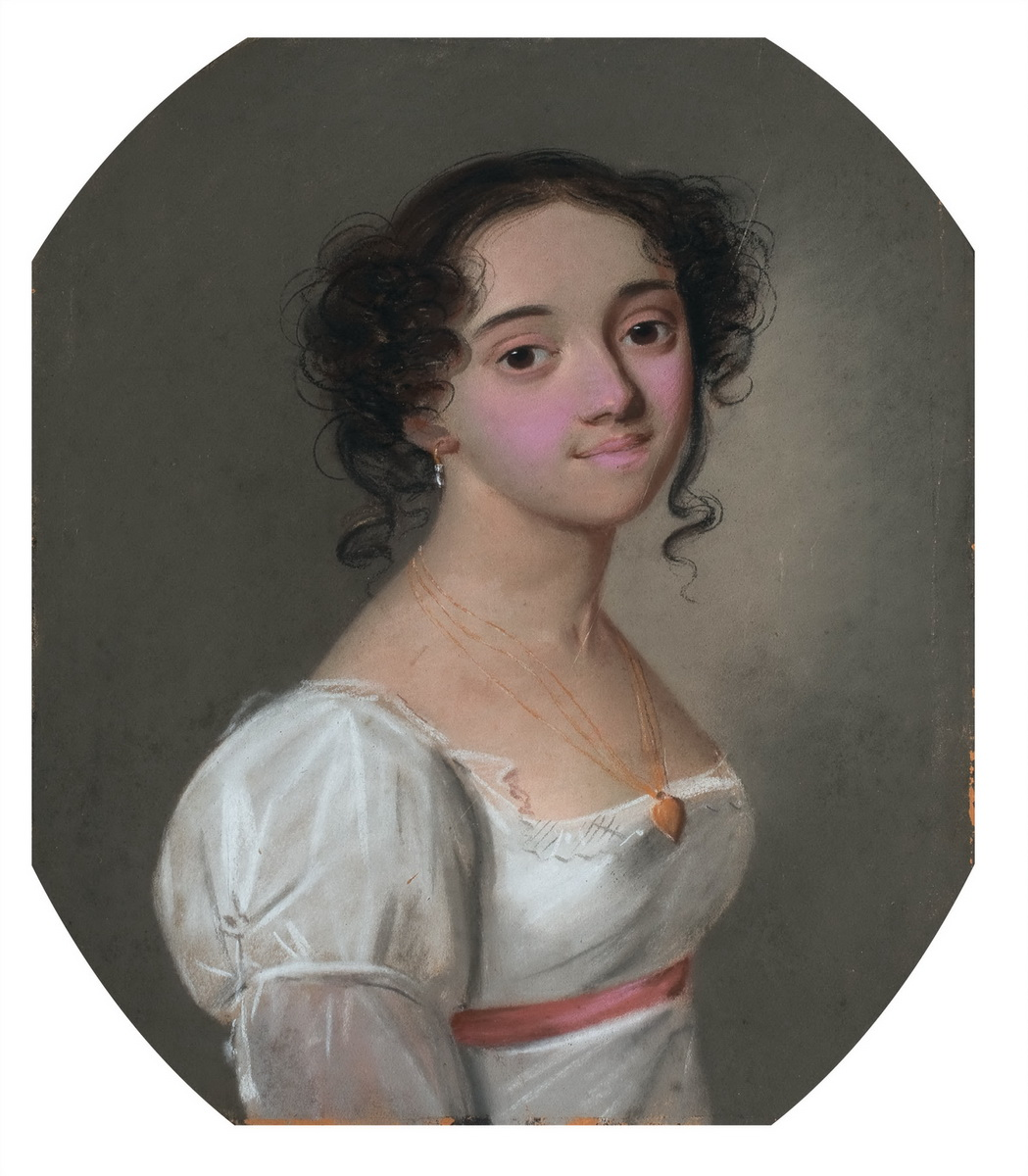
Портрет Е. С. Озеровой, 1819 г.
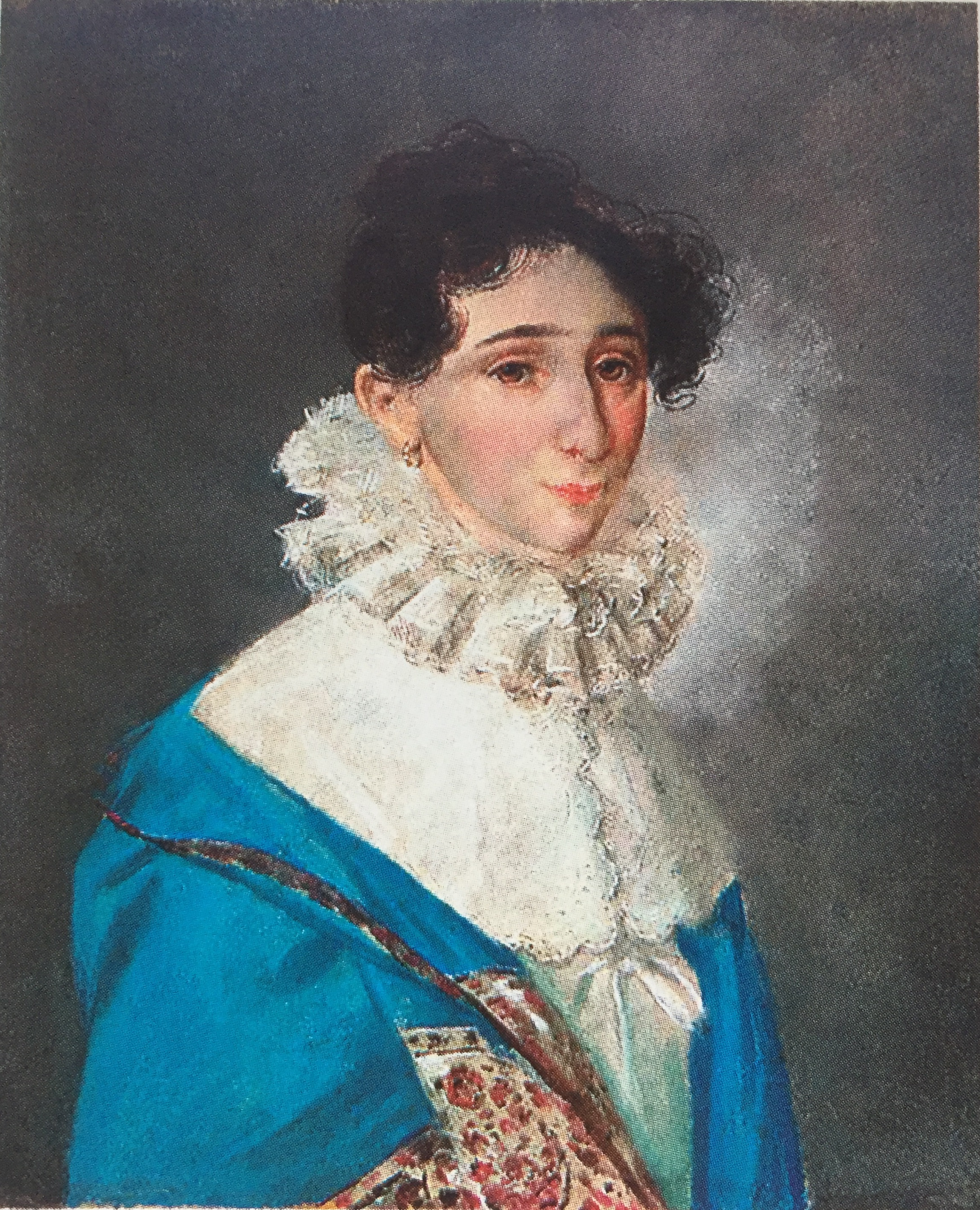
Портрет Е. Е. Арапетовой, 1820 г.
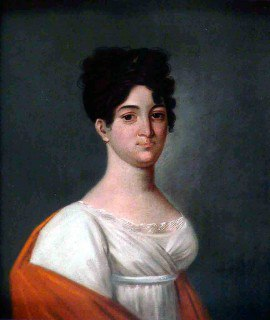
Портрет Е. Е. Бурнашевой, 1820 г.
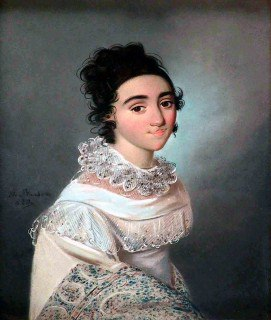
Портрет Е. Э. Лазаревой, 1820 г.
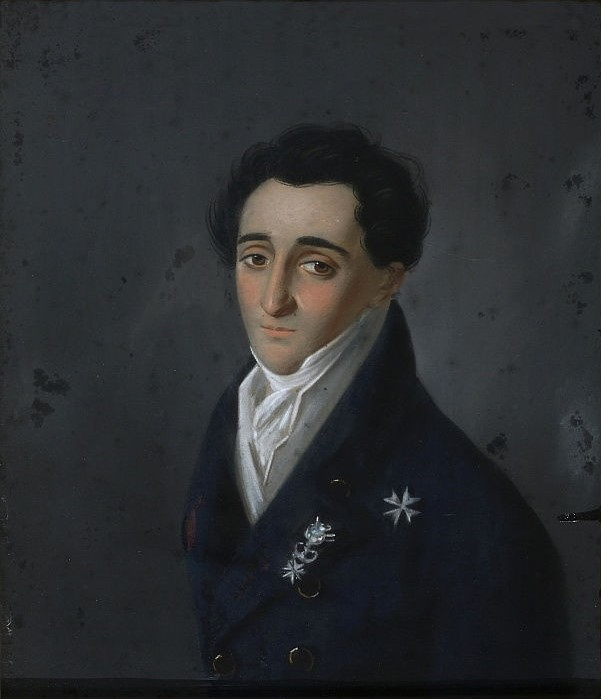
Портрет Х. Е. Лазарева, 1820 г.
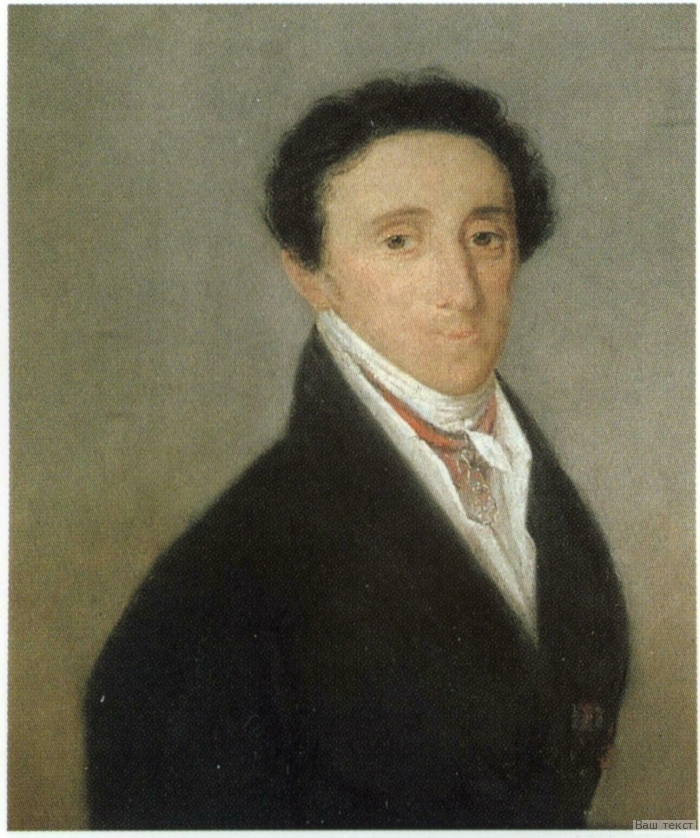
Портрет А. Шнайдера, 1822 г.
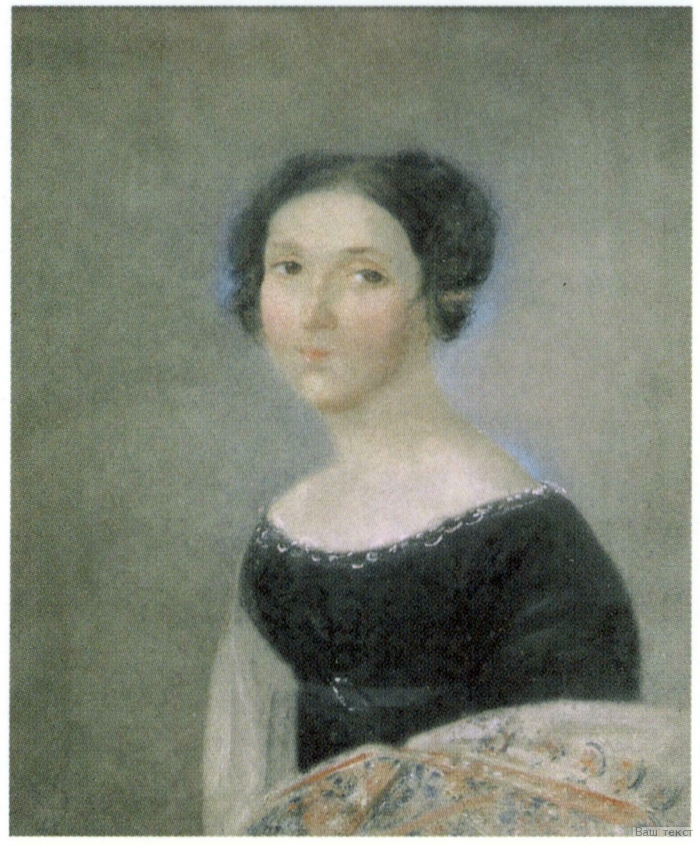
Портрет А. Шнайдер, 1822 г.
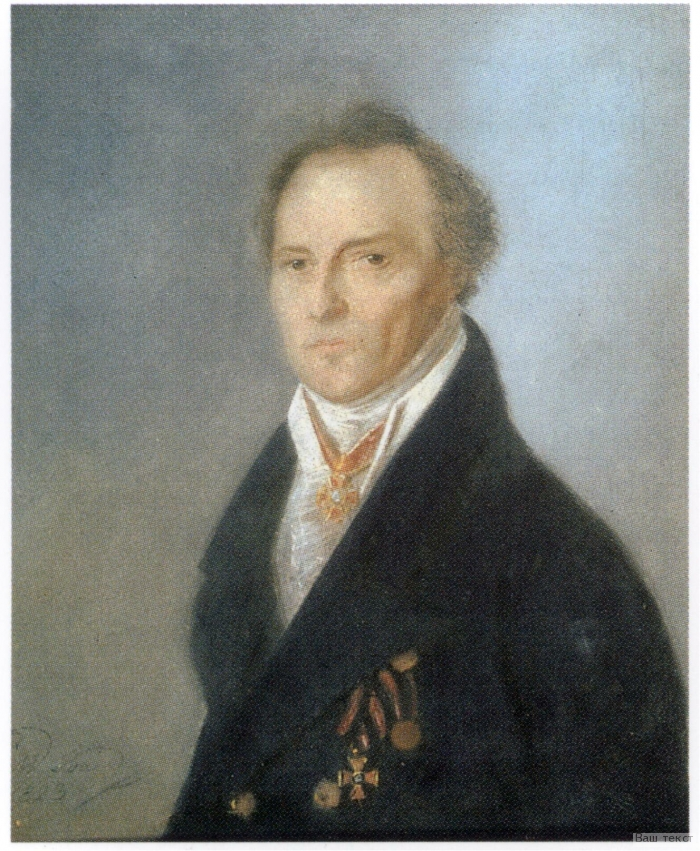
Портрет Я. Шнайдера, 1823 г.
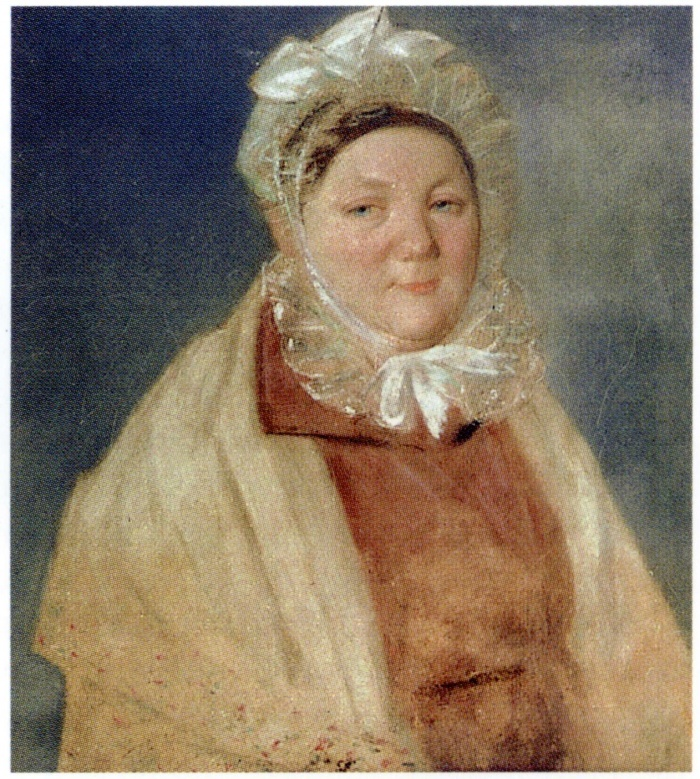
Портрет жены Я. Шнайдера,1823 г.
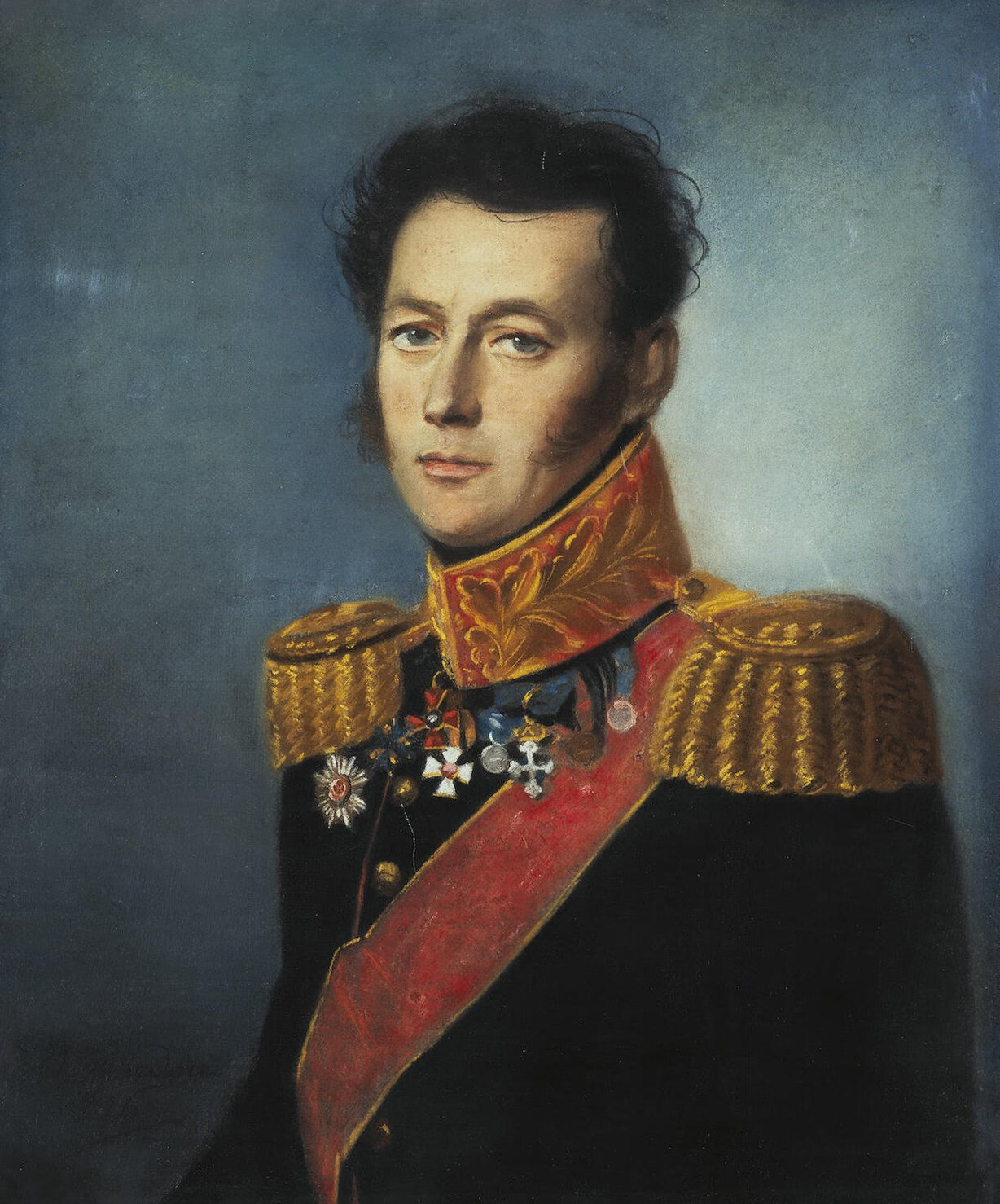
Портрет И. Н. Скобелева (?), 1826 г.
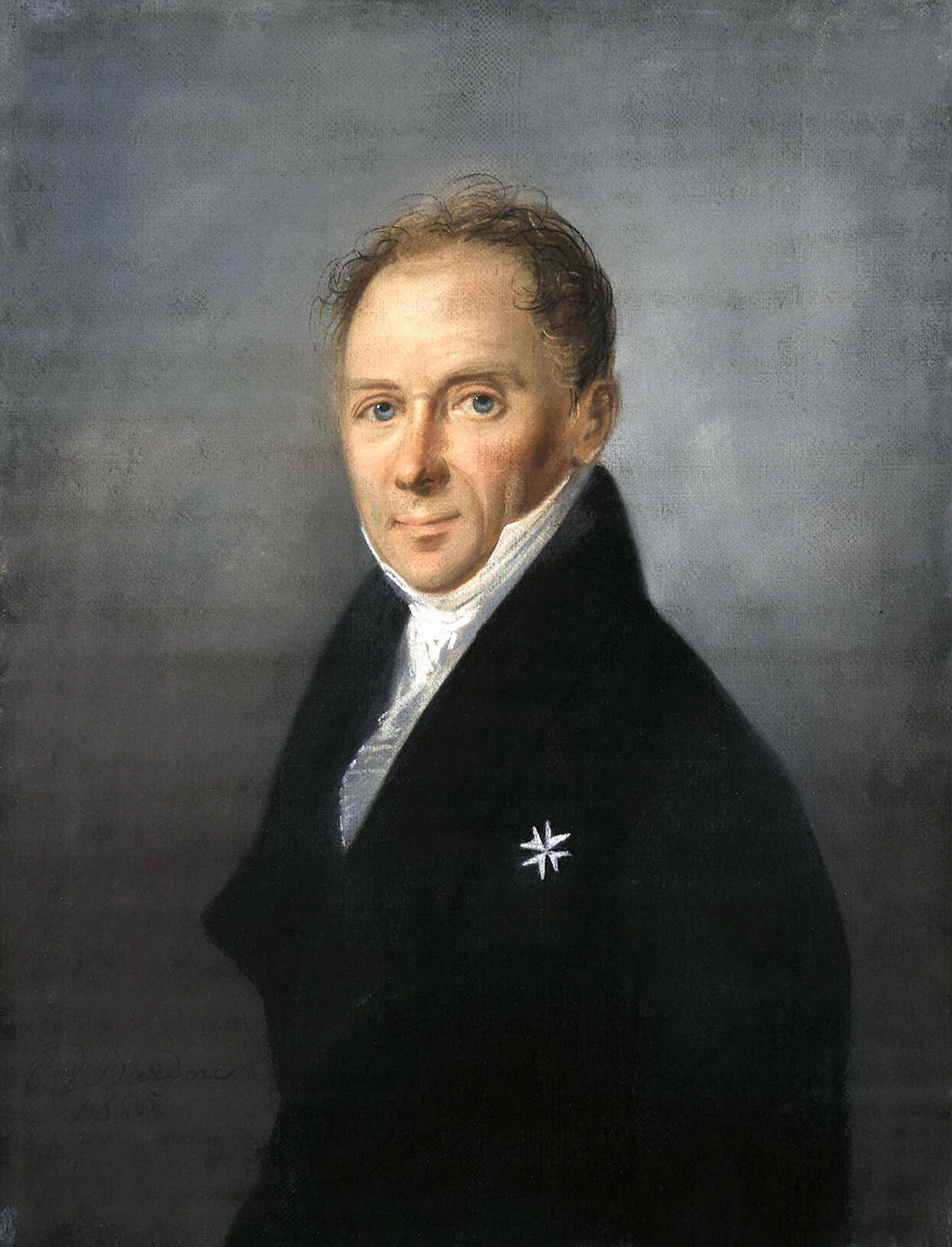
Портрет мужчины, до 1842 г.
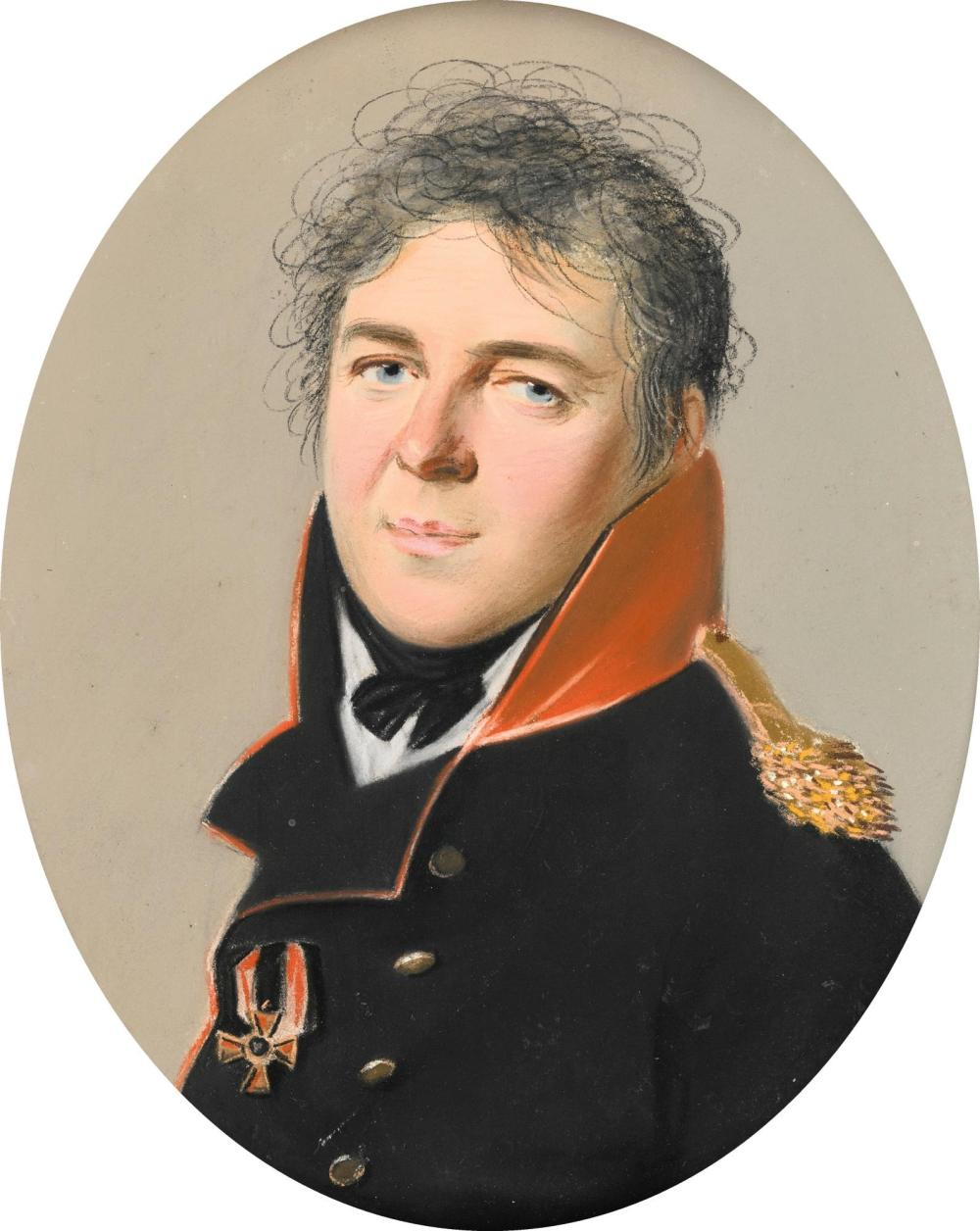
Портрет офицера, до 1842 г.
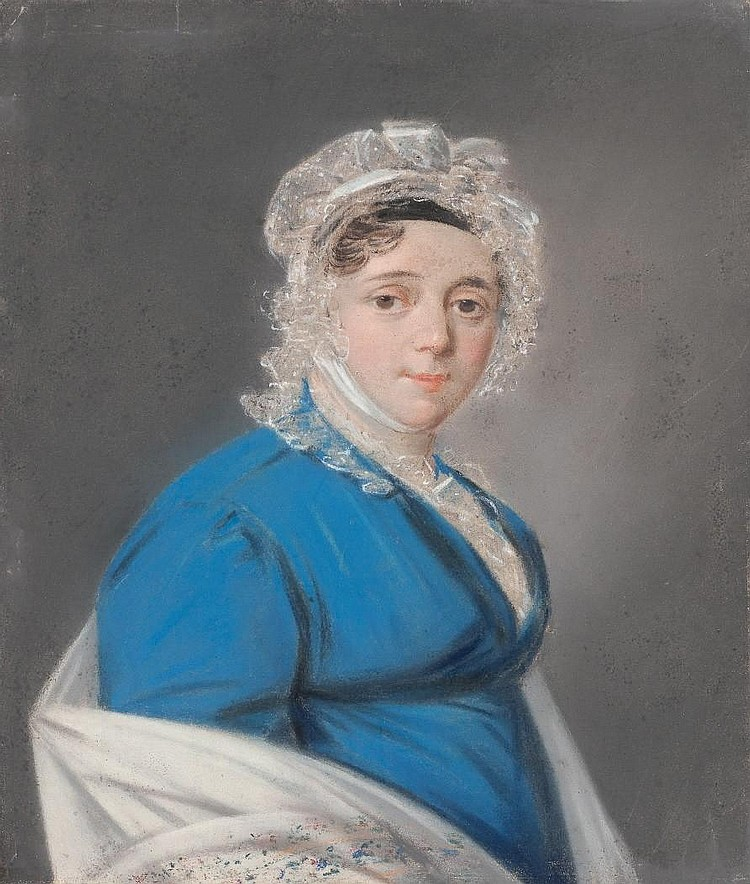
Портрет дамы, до 1842 г.
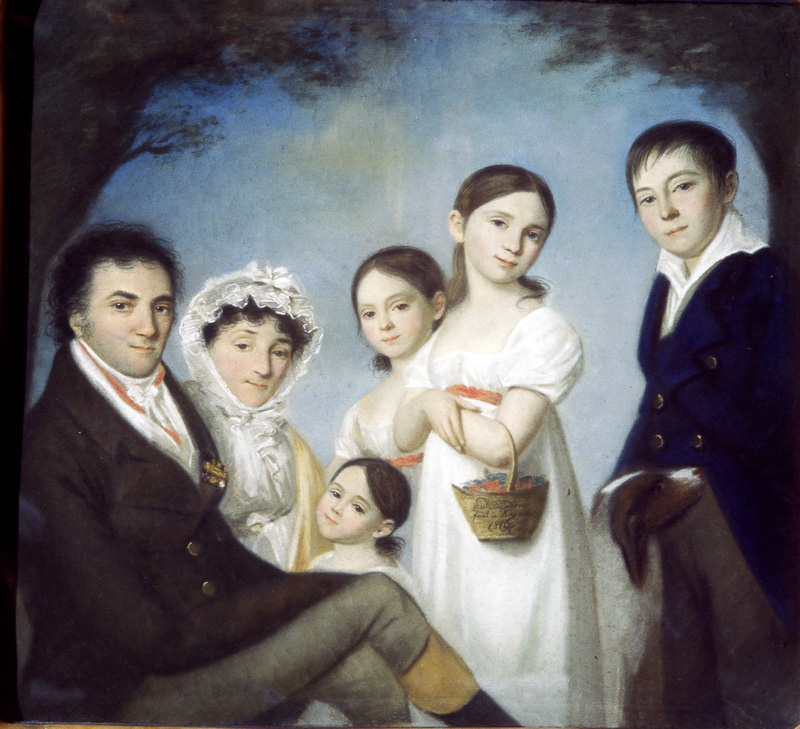
Портрет Л. Н. Энгельгардта с семьей, 1816 г.
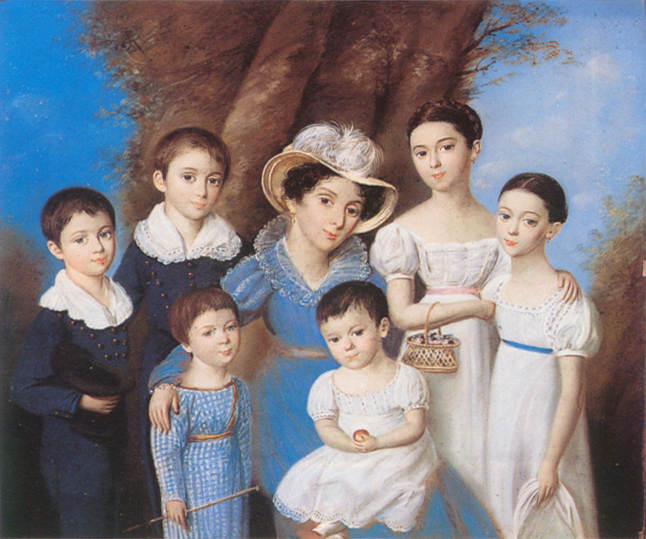
Портрет Е. И. Новосильцевой с детьми, ок. 1830 г.